# Isabel Moniz
Isabel Moniz (c. 1432) foi a segunda mulher de Bartolomeu Perestrelo, 1º Capitão do donatário da Ilha do Porto Santo, e administradora da capitania na menoridade do seu filho Bartolomeu.

## Genealogia
Isabel Moniz era, segundo a melhor hipótese filha de Gil Aires, escrivão da puridade do Condestável Nuno Álvares Pereira, e de sua mulher Leonor Rodrigues, pais também de Vasco Gil Moniz. Está documentada como irmã de Diogo Gil Moniz, o que constitui um argumento decisivo a favor desta paternidade, a despeito de outras que lhe dão nos nobiliários, que a fazem descender dos Monizes Alcaides-mores de Silves (Portugal).
Foi a mãe do 3º Capitão do Donatário do Porto Santo, Bartolomeu Perestrelo o Moço, e de Filipa Moniz, primeira mulher de Cristóvão Colombo, entre outros filhos.

## Administração da capitania do Porto Santo
Após a morte de Bartolomeu Perestrelo, a viúva Isabel Moniz torna-se administradora da capitania do Porto Santo em nome do seu filho menor Bartolomeu. Esta foi, no entanto, uma posse efémera, uma vez que já em 1458 acertara a sua venda a Pedro Correia da Cunha, tornando-se este, assim, 2º Capitão do donatário da Ilha do Porto Santo. Pedro Correia da Cunha mais tarde, após perder esta capitania numa demanda com Bartolomeu Perestrelo o Moço, será o 1º Capitão do donatário da Ilha Graciosa na sua parte do Norte.